# It's Not Over
"It's Not Over" é o primeiro single da banda Daughtry do seu álbum de estreia. A canção foi usada no episódeo final da série de TV Prison Break. Ela também recebeu a certificação de platina em abril de 2007. Em agosto de 2007 foi confirmada como a canção com maior número de downloads no ano.

## Recepção e critica
As criticas a "It's Not Over" foram em geral muito boas. O single rendeu duas nomiações ao Grammy por Best Rock Song e Best Rock Performance.
A canção acabou chegando na posição n° 65 na Billboard Hot 100 em novembro de 2006. O single vendeu mais de 2 milhões de cópias nos EUA sendo o single mais vendido por um ex-participante do American Idol.

## Lançamento
| Páis           | Data                   |
| -------------- | ---------------------- |
| Estados Unidos | 21 de novembro de 2006 |
| Reino Unido    | 6 de agosto de 2007    |

## Posição nas Paradas
| Paradas (2006-2007)                            | Posição |
| ---------------------------------------------- | ------- |
| Austrália (ARIA)                               | 22      |
| Áustria (Ö3 Austria Top 75)                    | 65      |
| Canadá (Canadian Hot 100)                      | 9       |
| Canadá (Billboard CHR/Top 40)                  | 4       |
| Canadá (Billboard Hot AC)                      | 1       |
| Canadá (Billboard Rock)                        | 13      |
| Alemanha (Offizielle Deutsche Charts)          | 38      |
| Países Baixos (Dutch Top 40)                   | 22      |
| Países Baixos (Single Top 100)                 | 57      |
| Nova Zelândia (Recorded Music NZ)              | 8       |
| Suíça (Schweizer Hitparade)                    | 77      |
| Reino Unido (Official Charts Company)          | 128     |
| Estados Unidos (Billboard Hot 100)             | 4       |
| Estados Unidos (Billboard Adult Contemporary)  | 18      |
| Estados Unidos (Billboard Adult Top 40)        | 1       |
| Estados Unidos (Billboard Alternative Airplay) | 17      |
| Estados Unidos (Billboard Mainstream Rock)     | 5       |
| Estados Unidos (Billboard Mainstream Top 40)   | 1       |

## Faixas
| CD Single |                                     |         |  |
| N.º       | Título                              | Duração |  |
| 1.        | "It's Not Over" (versão de estúdio) |         |  |
| 2.        | "Crashed" (acústica)                |         |  |